# Teràpia d'acceptació i compromís
La Teràpia d'Acceptació i Compromís (ACT, pronunciat "act" no "a-c-t", de l'anglès acceptance and commitment therapy), és un tipus d'intervenció psicològica orientada a l'acceptació psicològica i als valors personals (Hayes, Strosahl i Wilson, 2015; Wilson i Luciano, 2002) que s'ha desenvolupat coherentment amb un marc teòric i filosòfic que està a la base d'aquesta intervenció, fonamentada en recerca bàsica i aplicada. És la més coneguda dins de les denominades Teràpies Contextuals o Teràpies de Tercera Generació, sent, de totes elles, la que gaudeix de major evidència empírica.

## Aspectes bàsics
La Teràpia d'Acceptació i Compromís (ACT) és l'aplicació clínica més difosa i investigada de la Teoria dels Marcs Relacionals.
ACT emplea l'acceptació, entesa com la capacitat humana d'experimentar el fet d'estar conscients, en l'aquí i l'ara, de les sensacions, els pensaments, sentiments, emocions, records, imatges, etc. (esdeveniments privats). Aquesta capacitat d'estar conscients vindria unida al compromís de dur a terme accions d'acord amb els valors personals (Páez, Gutiérrez, Valdivia i Luciano, 2006) i també estaria vinculada amb les estratègies de canvi necessàries per augmentar la flexibilitat psicològica. La flexibilitat psicològica fa referència a la possibilitat de contactar amb els esdeveniments privats que es donen en el present, al mateix temps que escollim bé abandonar o bé persistir en una acció que implica malestar però que està al servei dels valors que un identifica com a propis.
ACT sosté que a la base dels problemes psicològics es troba en el llenguatge, fent inevitable que en certes condicions sorgeixin pensaments i sensacions que puguin viure's com a molests. El fet de ser verbals, facilita, a més, el que les persones s'enredin en lluitar contra els propis esdeveniments privats (pensaments, emocions, etc.), i persisteixin en aquesta lluita tot i que amb freqüència els resultats de tals estratègies resultin contraproduents. Mitjançant metàfores, paradoxes i exercicis experiencials els clients aprenen a contactar amb els pensaments, sentiments, records i sensacions, ja siguin els prèviament temuts i evitats com qualsevols altres que sorgeixin. D'aquesta forma, les persones aprenen l'habilitat de re-contextualitzar aquests esdeveniments privats, aclareixen el que els importa en la seva vida; el que en el fons i radicalment valoren, i adquireixen el compromís amb els canvis necessaris a l'acció en aquesta direcció valiosa.
Una assumpció bàsica en ACT és que el patiment psicològic és causat per la “evitació experiencial” (Luciano i Hayes, 2001). Aquesta s'entén com una àmplia gamma de comportaments dirigits intencionadament a evitar el contacte amb pensaments, emocions, sentiments, records... que són viscuts com a negatius. L'individu s'enreda així en una lluita que té com a resultat la rigidesa psicològica que l'allunya d'allò que en realitat més li importa a la vida. Des d'ACT es considera que en els problemes psicològics juguen un important paper la “fusió cognitiva” (estar “fusionat” o enredat en els pensaments, sensacions...), la tendència a valorar l'experiència interna com a bona o com dolenta, l'evitació experiencial i la tendència a donar raons o justificacions del propi comportament. L'alternativa saludable plantejada des d'ACT estaria centrada en l'acceptació de les pròpies reaccions naturals, automàtiques e inherents a la condició humana i la presa de contacte amb el moment present, la qual cosa permetria triar més lliurement una direcció valuosa, amb sentit personal i comprometre's amb l'acció i els canvis congruents amb aquesta direcció.
ACT es fonamenta en el Contextualisme Funcional que connecta amb la posició del Conductisme Radical i l'Interconductisme, en tant que sosté que qualsevol esdeveniment ha d'interpretar-se com un acte inseparable del seu context actual i històric. Des d'aquestes perspectives, és determinant l'anàlisi de les funcions del comportament humà, en general, i dels anomenats trastorns psicològics, en particular, amb la finalitat d'entendre la seva gènesi, persistència i extensió. L'anàlisi funcional té una àmplia base experimental, però l'anàlisi funcional del llenguatge i la cognició han deixat imprenta més recentment a partir de les investigacions de les últimes dues dècades sobre l'emergència de nous comportaments, el comportament relacional, i la derivació de funció psicològiques. La teoria que ha començat a integrar tots aquests descobriments ha estat anomenada Teoria dels Marcs Relacionals (Hayes, Barnes-Holmes i Roche, 2001; Barnes-Holmes, Rodríguez i Whelan, 2005), i està donant el seu fruit amb aportacions essencials per entendre d'on surten les sensacions i pensaments, les funcions que adquireixen així com el seus canvis. En l'àmbit de la psicopatologia, aquesta recerca ha permès aïllar el concepte de Trastorn d'Evitació Experiencial, o Evitació Experiencial Destructiva (Hayes, Wilson, Gifford, Follette i Stroshal, 1996; Luciano i Hayes, 2001), com un patró central i comú en la majoria de trastorns mentals típicament diferenciats en els sistemes de classificació i diagnòstic actuals. Es tracta per tant d'una teràpia psicològica que no ha estat dissenyada específicament per a un trastorn, sino que pot ser útil en problemes i trastorns molt diversos dins l'àmbit de la psicologia clínica i de la salut (Luciano, 2001; Páez i Gutiérrez, 2012).
El programa d'investigació entorn de l'eficàcia d'ACT i els seus fonaments bàsics segueix en desenvolupament. No obstant, ACT ha mostrat la seva efectivitat en una gran quantitat d'estudis de cas i assajos clínics aleatoritzats en una àmplia gama d'aplicacions (Ruiz, 2010), que van des del dolor crònic, les addiccions, el tabaquisme, la depressió, l'ansietat, el trastorn d'estrés posttraumàtic, la psicosi, l'estrés laboral, fins al dol o l'encarament de malalties com el càncer. Alhora, ACT està mostrant efectes superiors a la teràpia cognitiu-conductual a la finalització del tractament (Ruiz, 2012). ACT ja és considerada una teràpia basada en l'evidència en ansietat mixta, depressió, TOC, dolor crònic i psicosi per la Divisió 12 de l'American Psychological Association.

## Afinitats
ACT, juntament amb altres intervencions com la Teràpia Dialèctica Conductual, la Psicoterapia Analítico-funcional i la Teràpia Cognitiva basada en Mindfulness, s'engloba en la coneguda com Tercera Generació de Teràpies de la conducta, o Teràpies Contextuals (Hayes, 2004). Aquestes teràpies tenen en comú que estan empírica i teòricament fonamentades, són sensibles al context i funcions dels fenómens psicològics, no a la seva forma, i en aquest sentit tendeixen a emfatitzar estratègies orientades al canvi directe. Aquests tractaments tendeixen a buscar la construcció de repertoris amplis, efectius i flexibles davant un enfocament més orientat a la supressió o control dels esdeveniments privats (pensaments, emocions...) provinent d'una definició menys àmplia dels problemes psicològics. La Tercera Generació reformula i sintetitza generacions anteriors de teràpia cognitiu-conductual i les fa avançar cap a preguntes, qüestions i dominis abordats fins al moment per altres tradicions. En aquest sentit, ACT té afinitats amb teràpies existencials i amb la Gestalt, tot i que a diferència d'aquestes, el desenvolupament d'ACT es dona de la mà dels resultats d'investigació i està conscientment lligada a un programa de recerca bàsica de psicologia.